# Vasco@Olimpico.07
Vasco@Olimpico.07 è un doppio DVD di Vasco Rossi uscito nel 2007. Contiene registrazioni live tratte dai due concerti tenuti dal rocker il 27 e il 28 giugno 2007 a Roma, presso lo Stadio Olimpico.
La tracklist è un estratto di quella del tour Vasco Live 2007 tenuto dall'artista nell'estate dello stesso anno. Oltre al concerto, un secondo disco contiene anche il road movie, l'intervista e la galleria fotografica, oltre che la versione per iPod video di tutto il concerto romano.

## Formazione
- Vasco Rossi – voce
- Clara Moroni – coro
- Alberto Rocchetti – tastiera
- Claudio Golinelli – basso
- Maurizio Solieri – chitarra
- Stef Burns – chitarra
- Matt Laug – batteria
- Frank Nemola – tastiera, tromba
- Andrea Innesto – sax

## Tracce

### DVD 1
1. Intro: Cavalleria rusticana
2. Basta poco
3. Cosa c'è
4. “Blasco” Rossi
5. Voglio andare al mare
6. Lunedì
7. Anima fragile
8. Siamo soli
9. Un senso
10. Medley 2007
11. Vivere una favola
12. …Stupendo
13. Come stai
14. Sally
15. C'è chi dice no
16. Gli spari sopra
17. Siamo solo noi
18. Rewind
19. Ciao
20. Vivere
21. Stupido hotel + Presentazione band
22. Canzone/Albachiara

### DVD 2
1. La combriccola – road movie
2. La miglior band – intervista
3. Photo gallery 2007
4. Il Blasco channel

## Classifiche
| Classifica (2007) | Posizione massima |
| ----------------- | ----------------- |
| Italia            | 1                 |

### Classifiche di fine anno
| Classifica (2007) | Posizione |
| ----------------- | --------- |
| Italia            | 1         |
| Classifica (2008) | Posizione |
| Italia            | 1         |